# Корреализм
Корреализм (англ. Correalism) — эстетическая концепция, разработанная дизайнером, скульптором и архитектором Фредериком Джоном Кислером в 1930-40-е гг. Основа концепции была заложена Кислером в период его руководства лабораторией соотношений в дизайне при Колумбийском университете в 1937—1941 гг. Термин был образован от слова «соотношение» (англ. correlation), наложенного на термин «реализм», и впервые предложен в статье 1939 года «О корреализме и биотехнике. Определение и проба нового подхода к строительному дизайну» (англ. On Correalism and Biotechnique. A Definition and Test of a New Approach to Building Design).
Отталкиваясь от идей Патрика Геддеса и Льюиса Мамфорда, а также опираясь на опыт сотрудничества с Бакминстером Фуллером, Кислер указывал на то, что архитектура и дизайн возникают в результате динамического взаимодействия между человеческими потребностями, находящимися в распоряжении человека орудиями и окружающей средой.
В дальнейшем, ввиду ряда неудач в практическом воплощении своих идей в архитектуре и дизайне, Кислер сместил внимание в сторону корреляций между произведением искусства и его природным и человеческим окружением, акцентируя важность личностного взаимодействия человека с арт-объектом, расположенным в естественной среде.
Ф. Кислера в свое время именовали «маленьким Наполеоном» из-за роста и огромных амбиций, только архитектор собирался завоевать мир отнюдь не военными методами, а художественными. Еще в годы своей учебы в Высшей технической венской школе он начал задумываться о преодолении привычных дизайнерских и архитектурных пространств и форм, придав им естественности.
1. Прихотливые изгибы, вьющиеся и плавные линии. В этажерках, диванах, стульях и столах подобным требованиям подчиняются все элементы контура, а у крупных шкафов изогнутые линии трансформируются в декор.
2. Использование модульных и трансформирующихся конструкций. Корреализм преследует не только эстетическую составляющую, но и максимальную функциональность. Корреалистические диваны могут превращаться в полноценную кровать, а небольшой кофейный столик в полноценный обеденный стол.[4]